# Энгман, Фёдор Фёдорович
Фёдор Фёдорович Энгман (?—?) — русский военный, старший адъютант штаба Отдельного Оренбургского корпуса, майор.

## Биография
Дата и место рождения неизвестны.

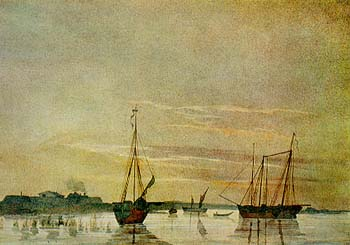
Шхуны Аральской экспедиции (рис. Т. Шевченко)

Служил в Оренбурге, где входил в круг близких знакомых К. И. Герна; был знаком с А. И. Бутаковым и другими участниками Аральской экспедиции, в том числе с Т. Г. Шевченко.
Энгману, назначенному начальником Раимского укрепления, принадлежит честь участия в осуществлении мечты Шевченко, выраженной в его стихотворении «У Бога за дверми лежала сокира…» — мечты о зеленом преображении этих мест. Инициатором первых посадок в Раимском укреплении явился в начале 1851 года Герн, заведывавший тогда училищем земледелия и лесоводства. В марте того же года майору Энгману было передано 500 саженцев разных пород, в том числе вербы. Отправка саженцев продолжалась и в последующие годы. Она шла по разным каналам, но, главным образом, через Орскую крепость.
Командиром 4-го Оренбургского линейного батальона и начальником Раимского (Аральского) укрепления Ф. Ф. Энгман являлся в течение нескольких лет. Был участником Кокандских походов 1852 и 1853 годов; 1 февраля 1852 года был награждён орденом Св. Георгия 4-й степени за выслугу лет.
Жена — Эмма Самойловна Энгман, сопровождала его во всех переездах.
Дата и место смерти неизвестны.